# El Fabal
El Fabal es una entidad de población española de la parroquia de Grandas de Salime, perteneciente al municipio de Grandas de Salime, en la comunidad autónoma de Asturias.

## Historia
Hacia mediados del siglo XIX, el lugar, ya por entonces perteneciente a Grandas de Salime, tenía contabilizada una población de ocho habitantes. Aparece descrito en el octavo volumen del Diccionario geográfico-estadístico-histórico de España y sus posesiones de Ultramar de Pascual Madoz con las siguientes palabras:

FABAL (el): cas. en la prov. de Oviedo, ayunt. y felig. de San Salvador de Grandas. sit. en una encañada, y á la parte izq. del valle llamado Furadon; donde reinan con mas frecuencia los vientos S. y O. Tiene una ermita dedicada á San José, propiedad del dueño del cas. Confina N. Escanlares; E. Robledo; S. Raigada, y O. Llan de Carballo. En las inmediaciones de este cas. brota una fuente de cuyas aguas se sirven los hab. para beber y fertilizar algunos campos y prados, pasando luego á enriquecer las de un arroyo bastante caudaloso, el cual corre por el centro del valle y confluye en el r. Navia. Sus aguas crian sabrosas truchas y mueven las ruedas de un molino harinero perteneciente al l. de Reigada. El terreno es ameno, cubierto de numerosos castaños, frondosos prados y tierras labrantias. prod.: trigo, centeno, habas, patatas, hortaliza, frutas, castañas y yerbas de pasto para alimentar los ganados; y en los bosques de las vertientes de este valle, se crian corzos, perdices y liebres. pobl.; 1 vec., 8 alm.
(Madoz, 1847, p. 7)

En 2023, la entidad singular de población, encuadrada dentro de la entidad colectiva de Grandas de Salime, tenía empadronado un único habitante.